# Ribeirão do Achado
O ribeirão do Achado é um curso de água que nasce e deságua no município brasileiro de Santana do Paraíso, no interior do estado de Minas Gerais. Sua nascente se encontra na Serra do Achado, a 1 100 metros de altitude, em área que faz divisa com os municípios de Ipatinga e Mesquita, enquanto que sua foz está no ribeirão Taquaraçu.
É o principal curso hídrico da região central de Santana do Paraíso, juntamente com o córrego Sucupira, mais conhecido como córrego Soveno, que é um afluente do ribeirão do Achado. Sua sub-bacia, portadora de diversas nascentes, conta com 144,4 km² e é a de maior extensão dentre as que compõem o território municipal.

## Descrição
O manancial banha a região central da cidade de Santana do Paraíso e serviu como caminho aos tropeiros que desbravaram essa área por volta de 1845. Sua nascente se encontra em uma área de serra e muitos trechos do leito principal são caracterizados como vales bem demarcados, com estreitamento do canal à medida em que se aproxima do perímetro urbano.
O curso possui uma significativa quantidade de corredeiras, cachoeiras e quedas d'água, como por exemplo as cachoeiras do Paraíso e do Engenho Velho, que ficam no entorno da zona urbana de Santana do Paraíso e são alguns dos principais atrativos turísticos do município. O ribeirão do Achado é um afluente do ribeirão Taquaraçu, que por sua vez é um afluente do rio Doce. Portanto, faz parte da bacia do rio Doce. Entretanto, dependendo da fonte o ribeirão do Achado é considerado um afluente direto do rio Doce. Do manancial é extraída parte da água que abastece a cidade, ao mesmo tempo que a poluição é um problema histórico do curso hídrico.
O uso do solo pela atividade humana é significativo na área de drenagem, inclusive das nascentes, parte das quais está situada em áreas de pastagem ou locais degradados. Em 2020, 37,11% da bacia hidrográfica era ocupada por pastagens, 36,06% por vegetação densa, 11,94% por áreas degradadas, 6,86% pela silvicultura e 6,53% por área urbana, cabendo ressaltar o crescimento urbano observado nos anos anteriores devido à aprovação de loteamentos e expansão de ocupações. Contudo, existem iniciativas de proteção de nascentes, mesmo algumas situadas em propriedades particulares, através de cercamentos e/ou manutenção de mata nativa.